# Woke Myself Up
Woke Myself Up è un album di Julie Doiron, pubblicato nel 2007.
L'album è stato prodotto da Eric White, ex compagno di band di Julie Doiron negli Eric's Trip, che ha anche suonato in esso. Tre brani dell'album, "I Woke Myself Up", "No More" e "The Wrong Guy", vedono la partecipazione anche di Mark Gaudet e Chris Thompson, gli altri due ex membri degli Eric's Trip. Questa è stata la prima volta che i quattro musicisti hanno pubblicato nuovo materiale insieme dalla rottura degli Eric's Trip nel 1996, pur essendosi esibiti insieme sul palco in diverse occasioni.
La copertina dell'album è un'opera di Tara Wells, amica di Julie e artista/animatrice di Sackville, Nuovo Brunswick, che ha anche realizzato il video musicale per "Swan Pond".
L'album, intitolato "Woke Myself Up", è stato selezionato per il Polaris Music Prize 2007, una prestigiosa candidatura che lo ha visto affiancato ad artisti del calibro di Arcade Fire, The Besnard Lakes e Joel Plaskett Emergency.
Inoltre, "Woke Myself Up" ha raggiunto la top 50 della classifica !earshot stilata dalle radio universitarie e radio comunitarie.

## Tracce
1. I Woke Myself Up – 2:45
2. You Look So Alive – 1:46
3. Swan Pond – 2:25
4. Yer Kids – 2:33
5. I Left Town – 2:42
6. No More – 2:15
7. Don't Wanna Be / Liked By You – 2:53
8. Dark Horse – 3:22
9. The Wrong Guy – 3:36
10. Me and My Friend – 2:46
11. untitled – 2:54